# Real Milli Vanilli
De Real Milli Vanilli bestond uit Charles Shaw, Johnny Davis en Brad Howell. Zij zongen samen met Frank Farian alle liedjes voor Milli Vanilli in. De reden waarom Shaw, Davis en Howell niet zelf als Milli Vanilli door het leven gingen, was omdat hun manager Frank Farian hen niet te promoten vond.
Charles Shaw vertelde, na het succes van het eerste album van Milli Vanilli, aan een verslaggever dat hij, Johnny Davis en Brad Howell de teksten op de plaat hadden ingezongen. Toch werd ook het tweede album van Milli Vanilli een succes en liep alles goed af voor Morvan en Pilatus, aangezien Shaw werd afbetaald met zwijggeld.
Toen uiteindelijk toch uitkwam dat de heren van Milli Vanilli niet degenen waren die op de platen te horen waren, besloot Farian met Shaw, Davis en Howell het succes van Milli Vanilli voort te zetten, door hen niet alleen te laten in te zingen, maar hen zelf on stage te laten verschijnen. Onder de naam The Real Milli Vanilli probeerden zij en Farian die als mede zanger echter on stage ontbrak successen te behalen, maar tevergeefs. Waarschijnlijk kwam dat, omdat de wereld zich helemaal tegen het hele Milli Vanilli-gedoe gekeerd had en er genoeg van had.
Van de 'gezichten' van Milli Vanilli (Fransman Fab Morvan en Duitser Rob Pilatus) wordt nog vaak gedacht dat ze zelf geen noot konden zingen. Fab en Rob hadden inderdaad minder zangtalent dan de eigenlijke zangers (en buitenlandse accenten), waardoor ze niet helemaal in het plaatje van de producer pasten, maar zingen bleken ze toch wel te kunnen. 
Op 27 mei 2021 werd bekend dat John Davis op 66-jarige leeftijd is overleden aan de gevolgen van COVID-19.